# Tần Chiêu Tương vương
Tần Chiêu Tương vương (chữ Hán: 秦昭襄王; 325 TCN – 251 TCN, trị vì: 306 TCN - 251 TCN) hay Tần Chiêu vương (秦昭王), là vị vua thứ 33 của nước Tần - chư hầu thời Chiến Quốc trong lịch sử Trung Quốc.
Dưới thời kỳ trị vì của Chiêu Tương vương, nước Tần duy trì được sự hùng mạnh và mở rộng đất đai sang lãnh thổ các nước khác. Thời kì của ông đánh dấu nền tảng vững chắc cho sự nghiệp thống nhất thiên hạ của Tần Thủy Hoàng đế sau này.

## Việc đối nội

### Lên ngôi
Tần Chiêu Tương vương tên thật là Doanh Tắc (嬴稷). Theo Sử ký, ông là con thứ của Tần Huệ Văn vương – vua thứ 31 nước Tần. Mẹ là Mị Bát tử, phi tần của Huệ Văn vương.
Năm 311 TCN, Huệ Văn vương băng hà. Anh trai Doanh Tắc là Doanh Đảng kế vị, tức Tần Vũ vương, vua thứ 32 nước Tần, còn công tử Tắc bị gửi sang làm con tin ở nước Yên. Đến năm 307 TCN, Tần Vũ vương tiến quân vào đất của thiên tử nhà Chu, cùng với lực sĩ Đông Chu chơi trò "nhấc cửu đỉnh" mà gãy chân đến nỗi bỏ mạng, không có con nối dõi. Doanh Tắc bấy giờ làm con tin ở nước Yên, đã cùng các huynh đệ giành ngôi báu.
Triệu Vũ Linh vương hợp sức với Ngụy Nhiễm - em trai Mị Bát tử để đưa Doanh Tắc lên ngôi, tức Tần Chiêu Tương vương. Khi đó ông 20 tuổi. Sau khi lên ngôi, Chiêu Tương vương tôn mẹ làm Tuyên Thái hậu, phong hai người cậu là Ngụy Nhiễm và Mị Nhung làm Nhương hầu và Hoa Dương quân; và hai đệ đệ cùng mẹ là Doanh Khôi, Doanh Phất làm Cao Lăng quân, Kính Dương quân. Bốn người nắm nhiều quyền lực ở Tần, gọi là Tứ quý.

### Củng cố quyền lực, diệt Nghĩa Cừ
Tần Chiêu Tương vương đăng cơ khi còn trẻ, việc triều chính do Tuyên Thái hậu nhiếp chính, ngoài ra có Ngụy Nhiễm cùng các cựu thần thời Vũ vương là Sư Lý Tật, Cam Mậu, Hướng Thọ, Công Tôn Thích trợ giúp.
Năm 306 TCN, nước Sở đem quân đánh nước Hàn, Hàn sai sứ cầu viện Tần. Cam Mậu khuyên ông đem quân giúp. Chiêu Tương vương nghe theo. Sau đó Cam Mậu xin vua trả đất Quy Hoàn cho Hàn. Tuy nhiên về sau do nghe lời gièm pha của Công tôn Thích và Hướng Thọ nên ông nghi ngờ Cam Mậu làm phản. Cam Mậu trốn sang nước Tề, đến Hàm Cốc quan thì gặp em Tô Tần là Tô Đại. Tô Đại khuyên Cam Mậu trở về, rồi sang Tần nói với Chiêu Tương vương rằng Cam Mậu là người giỏi, nếu để đến nước khác thì Tần sẽ mất một nhân tài. Chiêu Tương vương bèn sai sứ mời Cam Mậu về phong tướng quốc. Tô Đại lại khuyên Tề Mẫn vương dùng Cam Mậu, cuối cùng Cam Mậu ở lại Tề.
Sau khi Cam Mậu bỏ đi, Tần Chiêu Tương vương phong cho thúc phụ là Sư Lý Tật làm Tả Thừa tướng, sai đem quân đánh nước Vệ, vây Bồ Thành nhưng sau đó Sư Lý Tật rút quân. Cùng năm, vua Nghĩa Cừ sang yết kiến Chiêu Tương vương, gặp được Tuyên Thái hậu. Hai người tư thông với nhau, sinh hai con.
Tề Mẫn vương cử Cam Mậu đi sứ nước Sở. Tần Chiêu Tương vương nghe tin Mậu ở nước Sở, sai sứ đến nhờ Sở Hoài vương đưa về Tần. Sở Hoài vương định nghe theo, tuy nhiên sau đó tướng Sở là Phạm Quyên can gián không nên đưa ông về Tần, cũng không nên giữ lại. Hoài vương đồng ý và cuối cùng Cam Mậu không về Tần được.
Do Tần Chiêu vương còn nhỏ tuổi lên ngôi, thực quyền nước Tần do Mị thái hậu chưởng nắm, còn quân quyền bị người cậu là Ngụy Nhiễm thao túng, điều này khiến các quý tộc họ Doanh rất bất bình. Năm 305 TCN, Thứ trưởng nước Tần là công tử Tráng nổi dậy cùng một số đại thần và công tử cùng nhau khởi loạn, sử gọi là "Thứ trưởng chi loạn" hay "Quý quân chi loạn". Cuộc nổi loạn bị dập tắt, sau đó Ngụy Nhiễm giết Tần Huệ Văn hậu cùng các công tử anh em khác mẹ với Chiêu vuơng, và đuổi Tần Điệu Vũ hậu sang nước Ngụy. Sang năm 304 TCN, Tần Chiêu Tương vương được cử hành quán lễ (lễ trưởng thành).
Năm 301 TCN, phu nhân của Thục hầu Huy (hay Thục hầu Uẩn) đem theo cống phẩm từ đất Thục đến triều yết Tần vương ở Hàm Dương, mà trong đồ cống phát hiện có thuốc độc, vì thế triều đình Tần kết tội Thục hầu mưu phảm. Chiêu vương sai Tư Mã Thác đánh Thục, giết Uẩn rồi lập con Uẩn là Oản lên làm Thục hầu. Năm 298 TCN, Chiêu Tương vương lại cho rằng Thục hầu Uẩn bị oan, sai sứ đến làm lễ mai táng. Cùng năm đó, Tần cử Thứ trưởng Hoán hợp quân với Tề, Hàn, Ngụy đánh Sở, giết 2 vạn quân Sở. Năm 299 TCN, ông sai Mị Nhung đánh Sở, chiếm được Tân thị.
Năm 272 TCN, Chiêu Tương vương và Tuyên Thái hậu muốn đánh Nghĩa Cừ, bèn triệu vua Nghĩa Cừ sang yết kiến, rồi giết chết ông ta ở cung Cam Tuyền. Nhân đó, Tần Chiêu Tương vương sai quân đánh và tiêu diệt Nghĩa Cừ lấy đất Nghĩa Cừ lập ra ba quận Lũng Tây, Bắc Địa, Thượng Quận.

### Bãi Tứ quý, dùng Phạm Thư
Năm 271 TCN, Ngụy Nhiễm đem quân đánh nước Tề, chiếm đất Cương Thọ. Cùng lúc, người nước Ngụy là Phạm Thư bị tướng Ngụy Tề nghi ngờ phải giả chết, đổi tên là Trương Lộc để trốn sang Tần, yết kiến Tần Chiêu Tương vương. Bấy giờ ông tại vị đã lâu, nhưng Tuyên thái hậu cùng bọn Tứ quý vẫn hay can dự triều chính. Phạm Thư khuyên nhà vua thu hồi lại quyền lực để tránh hậu hoạn. Tần Chiêu Tương vương bèn phế quyền lực của thái hậu, bãi chức của Ngụy Nhiễm, bắt phải lui về ấp phong, và đày Cao Lăng quân và Kinh Dương quân ra nơi biên cương . Sau đó ông phong Phạm Thư làm Thừa tướng.
Phạm Thư đề ra kế sách viễn giao cận công, trước tiên đánh Hàn, Ngụy và thân Tề. Tần Chiêu Tương vương nghe theo.
Theo ý kiến của Phạm Thư, ông sai Ngũ đại phu Vương Lăng đem quân đánh Ngụy, chiếm ấp Hoài, hai năm sau lại chiếm Hình Khâu.
Năm 265 TCN, Phạm Thư mới công khai thân phận. Tần Chiêu Tương vương bèn hứa giúp ông ta báo thù Ngụy Tề. Ngụy Tề biết Phạm Thư đã làm Thừa tướng lại muốn bắt mình, vội bỏ chạy sang nước Triệu nương nhờ Bình Nguyên quân. Vua Tần nghe tin Ngụy Tề ở nước Triệu, bèn viết thư mời Bình Nguyên quân đến nước mình chơi. Bình Nguyên quân đích thân đến nước Tần, bị ông uy hiếp nộp Ngụy Tề nhưng nhất định không nghe. Tần Chiêu Tương vương bèn đích thân viết thư cho vua Triệu, dọa bắt giam Bình Nguyên quân nếu Triệu không nộp Ngụy Tề. Tướng quốc Ngu Khanh khuyên vua Ngụy không được bèn cùng Ngụy Tề trốn sang nước Ngụy gặp Tín Lăng quân nhưng vừa sang đến nơi thì Ngụy Tề đã tự tử. Tín Lăng quân nghe lời sứ giả nước Triệu nộp đầu Ngụy Tề cho nước Tần để chuộc Bình Nguyên quân về nước. Tần Chiêu Tương vương bèn trả Bình Nguyên quân về nước.

### Giết Bạch Khởi
Bạch Khởi là mãnh tướng đệ nhất dưới thời Tần Chiêu vương, từng nhiều lần thảo phạt chư hầu, lập nên vô số chiến công cho nước Tần. Đỉnh cao trong sự nghiệp của ông là trận Trường Bình giết 45 vạn hàng binh nước Triệu. Sau trận ấy, nước Triệu từ vị thế kẻ duy nhất là đối trọng của Tần cũng suy sụp hoàn toàn, vì gần như toàn bộ trai tráng trong nước đã mất hết, Bạch Khởi muốn nhân cơ hội diệt Triệu. Tuy nhiên Thừa tướng Phạm Thư vốn ghen tài Bạch Khởi, nước Triệu lại nhờ Tô Đại (em Tô Tần) làm thuyết khách sang nước Tần xúi giục Phạm Thư. Nghe lời Tô Đại, Thư sợ công lao của Bạch Khởi quá lớn sẽ lấn át mình, nên lại xui vua Tần Chiêu Tương vương chấp nhận lui quân giảng hòa với điều kiện nước Triệu dâng hiến sáu thành. Bạch Khởi nhận lệnh lui quân về nước, tiếc công lao của mình và tướng sĩ phải bỏ dở, hỏi ra mới biết là ý đồ của thừa tướng Phạm Thư. Từ đó sinh ra hiềm khích. Bạch Khởi nói:
"Từ trận thua ở Trường Bình, trong thành Hàm Đan, một đêm mười lần sợ; nêu thừa thắng tiến đánh, thì không đầy một tháng có thể lấy được. Tiếc thay Ứng hầu không biết thời thế, chủ trương việc rút quân về, làm mất cơ hội ấy!"
Khi Tần thúc giục giao đất, vua Triệu theo lời quần thần nhất quyết không giao đất, đồng thời ra sức liên kết với các nước để hợp lực chống Tần. Tần Chiêu Tương vương có ý hối tiếc, lại dùng Bạch Khởi làm tướng, muốn sai đánh Triệu, nhưng gặp lúc ông có bệnh không đi được, bèn sai đại tướng Vương Lăng đem mười vạn quân đánh Triệu, vây thành Hàm Đan, nhưng bị Liêm Pha đánh bại.
Bấy giờ Vũ An quân Bạch Khởi bệnh đã khỏi, vua Tần sai ra thay Vương Lăng. Bạch Khởi cố ý từ chối, Chiêu Tương vươnh ép nài mãi, nhưng không được, lại sai Phạm Thư đến khuyên bảo, Bạch Khởi xưng bệnh không tiếp. Phạm Thư bèn gièm với vua Tần rằng ông muốn chống lệnh không đi. Chiêu Tương lại sai Vương Hột thay Vương Lăng đi đánh nhưng suốt mấy tháng cũng không hạ nổi Hàm Đan.
Phạm Thư lại tâu thế nào cũng phải cử Vũ An quân làm tướng. Bạch Khởi lại thoái thác. Tần Chiêu Tương vương giận dữ, sai thu hết chức tước và phong ấp, giáng xuống làm lính, đày ra Âm Mật, sau lại bức tử.

## Việc đối ngoại

### Với nước Sở
Năm 304 TCN, Sở Hoài vương muốn kết thân với Tần, Chiêu Tương vương bèn đến hội cùng vua Sở ở Hoàng Cúc. Sở Hoài vương dâng đất Tương Thượng cho Tần, ngược lại Tần Chiêu Tương vương trả lại huyện Thượng Dung cho nước Sở.
Năm 303 TCN, Tần-Sở lại bất hòa. Chiêu Tương vương sai Trương Hoán đánh Sở, năm sau chiếm được Tân Thành.
Năm 302 TCN, liên quân ba nước Tề-Hàn-Ngụy hợp sức tấn công Sở. Sở Hoài vương cử thái tử sang nước Tần cầu cứu. Tần Chiêu Tương vương sai Khách khanh là Thông giúp Sở. Quân ba nước rút lui.
Năm 300 TCN, Tần liên quân với Tề-Hàn-Ngụy cùng đánh Sở, giết tướng Sở là Đường Muội, tiến đến Trọng Khâu rồi rút binh.
Năm 299 TCN, Tần Chiêu Tương vương lại đánh Sở, giết hai vạn quân nước Sở. Sở Hoài vương hoảng sợ, sai thái tử Hoành sai Tề xin giúp.
Năm 299 TCN, ông đánh nước Sở, lấy 8 thành, buộc Sở Hoài vương sang Tần triều kiến. Khi vua Sở tới, Tần Chiêu Tương vương sai một tướng đến Vũ Quan, trá xưng là vua Tần, rồi bắt Hoài vương đưa đến Hàm Dương (kinh đô của Tần). Đến nơi, Tần Chiêu Tương vương bắt vua Sở phải dùng lễ phiên thần với ông ta nhưng Hoài vương không chịu. 
Tần Chiêu Tương vương lại ép Sở Hoài vương phải cắt đất Vu và Kiềm Trung mới cho về nước. Sở Hoài vương trách ông là đứa xảo trá, không chịu cắt, ông bèn giam vua Sở.
Năm 297 TCN, Sở Hoài vương lập kế để về nước, Chiêu Tương vương bèn sai phong tỏa đường biên giới Tần-Sở để ngăn cản. Sở Hoài vương đành phải đi sang Triệu để tìm đường về khác, nhưng vua Triệu không dám cho ở lại, Hoài vương bèn trốn sang Ngụy nhưng sau đó bị quân Tần bắt lại, đưa về Tần. Năm 296 TCN, Sở Hoài vương bệnh mất ở Tần, vua Tần cho trả thi thể về nước an táng. Người nước Sở nghe tin, khóc thương như mất người thân thích..
Năm 285 TCN, Tần Chiêu vương hội kiến với vua mới của Sở là Sở Tương vương ở Uyển Thành (Nam Dương, Hà Nam, Trung Quốc hiện nay). Năm 280 TCN, đại tướng Tư Mã Thác tấn công Kiềm Trung (khu tự trị Miêu tộc thuộc tỉnh Hồ Nam hiện nay), buộc Sở vương phải cắt đất Thượng Dung và phần phía bắc sông Hán Thủy. Chưa dừng lại ở đó, năm 279 TCN, Tần vương sai Bạch Khởi đem quân đánh Sở, đánh bại quân Sở, chiếm đất Yên (nay là Yên Lăng, tỉnh Hà Nam), Đặng Thị (nay là Tương Dương, Hồ Bắc), Tây Lăng (Nghi Xương, Hồ Bắc). Đến năm 278 TCN, Bạch Khởi nhận phong là Vũ An quân, tiếp tục công phạt Sở quốc. Quân Tần tiến vào Sở đô Dĩnh Thành (huyện Giang Lăng, Kinh Châu, Hồ Bắc), vua Sở phải chạy về đất Trần (huyện Hoài Dương, thị Chu Khẩu, tỉnh Hà Nam hiện nay, là đất cũ của nước Trần thời Xuân Thu). Bạch Khởi lại đốt cháy khu lăng mộ các vua Sở từ thời Xuân Thu. Đất ấy sau này chỉ còn phế tích sót lại của các lăng mộ vua Sở nên đổi gọi là Di Lăng. Từ đó nước Sở mấy trăm năm xưng hùng xưng bá từ thời Xuân Thu đã suy yếu và không còn là đối thủ của nước Tần nữa.
Năm 276 TCN, Sở Tương vương thu thập được hơn 10 vạn quân, đem quân chiếm lại 15 ấp ở Giang Bàng. Năm 272 TCN, Tần Sở 2 nước giảng hòa, Sở vương cử Tả đồ đưa thái tử Hùng Nguyên sang Tần làm con tin.
Năm 263 TCN, Sở Tương vương ốm nặng, sai Hoàng Yết đến Tần rước thái tử Hùng Nguyên đang làm con tin ở Tần về nước để nối ngôi, tức là Sở Khảo Liệt vương. Hoàng Yết sợ Tần sẽ giữ Hùng Nguyên không cho về nên bày cách cho Hùng Nguyên trốn thoát. Tần Chiêu Tương vương phát hiện định giết Hoàng Yết nhưng sau đó nghe theo lời Phạm Thư, thả ông ta về để muốn lấy lòng nước Sở.

### Với Hàn, Ngụy
Năm 303 TCN, Tần Chiêu Tương vương đánh Ngụy, chiếm đất Bồ Bản, Tấn Dương, Phong Lăng. Năm 302 TCN, Ngụy Tương vương sợ hãi phải đến Ứng Đình triều kiến Tần Chiêu Tương vương, ông mới trả đất Bồ Bản cho Ngụy.
Năm 295 TCN, Tần chiếm Tương Thành của nước Ngụy, Tần Chiêu Tương vương sau đó cử Hướng Thọ đánh Hàn, chiếm Vũ Thủy. Năm 294 TCN, tướng Bạch Khởi đánh thắng quân nước Hàn. Ngụy Chiêu vương bèn liên minh với Hàn Ly vương cùng chống Tần, nhưng không tấn công mà chỉ đào lũy phòng thủ.
Năm 293 TCN, Bạch Khởi sử dụng kế ly gián làm Hàn quyết định bỏ mặc Ngụy, thu quân về bảo toàn lực lượng cho mình. Chiến sự kéo dài sang năm sau, quân Ngụy gặp bất lợi. Năm 293 TCN, Tần Chiêu Tương vương sai Bạch Khởi cầm quân chống lại liên quân Hàn-Ngụy ở Y Khuyết. Liên quân Ngụy-Hàn bị Bạch Khởi đánh cho đại bại, bị chém 24 vạn quân, tướng Công tôn Hỷ bị bắt sống, 5 thành bị san phẳng. Nước Ngụy bị mất 400 dặm đất Hà Đông về tay Tần.
Năm sau, 292 TCN, Bạch Khởi lại đánh thắng quân Ngụy, chiếm Viên Thành của Ngụy rồi trả lại. Năm 287 TCN, Tần lại chiếm Tân Viên (huyện Tân Khúc, Vận Thành, tỉnh Sơn Tây hiện nay) và Khúc Dương (Tế Dương, Hà Nam) của nước Ngụy. Năm 286 TCN, Tần lại đánh Ngụy, Ngụy vương phải cắt An Ấp (Hạ Huyền, Vận Thành, Sơn Tây), cũng là cố đô của Ngụy cho Tần. Tần vương cho đuổi toàn bộ dân trong thành An Ấp về Nguỵ, chỉ cho quân chiếm thành mà thôi.
Năm 283 TCN, Tần chiếm An Thành (huyện Nguyên Dương, Tân Hương, Hà Nam), thẳng tới kinh thành Đại Lương rồi rút về. Năm 275 TCN, Nhương hầu Ngụy Nhiễm đem quân đánh nước Hàn, quân Hàn thất bại, 4 vạn quân bị giết, tướng Bạo Diên sang đầu hàng nước Ngụy, Ngụy xin cắt 8 thành cầu hoà. Nhương hầu không nghe, đem quân chiếm Bắc Trạch, bao vây Đại Lương, Ngụy phải dâng đất xin hàng.
Năm 276 TCN, Vũ An quân Bạch Khởi hạ 2 tòa thành của Ngụy. Năm sau, Ngụy cắt đất Ôn Thành (huyện Ôn, Tiêu Tác, Hà Nam) cho Tần. Năm 274 TCN, thấy nước Tần lớn mạnh, Ngụy An Ly vương cùng Tề Tương vương hợp tung chống Tần. Tần Chiêu vương sai Nhương hầu đánh Ngụy chiếm 4 thành, bốn vạn quân Ngụy bị giết.
Năm 273 TCN, hai nước Ngụy và Triệu hợp binh đánh Hàn, vây Hoa Dương. Nhương hầu cùng Vũ An quân Bạch Khởi, Khách khanh Hồ Dương đánh Ngụy cứu Hàn, đánh bại Ngụy ở thành Hoa Dương (nay là Trịnh Châu, Hà Nam), giết 13 vạn quân Ngụy, đại thần Đoạn Cán xin Ngụy An Ly vương cắt đất Nam Dương (phía Tây huyện Vũ, Tiêu Tác, Hà Nam) cầu hoà, Tô Đại lại ngăn cản nhưng Ngụy vương không nghe. Quân Tần chuyển hướng sang đánh Triệu, 2 vạn quân Triệu bị dìm chết ở sông Hoàng Hà.
Năm 254 TCN, Tần tấn công Ngụy, chiếm Ngô Thành (huyện bình Lục, Vận Thành, Sơn Tây). Ngụy vương xin hàng và tình nguyện cùng với Hàn vương trở thành phiên thuộc của Tần quốc.

### Với nước Tề
Năm 298 TCN, tướng quốc nước Tề là Mạnh Thường quân Điền Văn đến nước Tần, Chiêu Tương vương nghe Điền Văn là người hiền, muốn giữ lại, bèn nghĩ ra kế nếu Điền Văn quy phục sẽ phong tướng, còn không sẽ giết. Điền Văn nghe tin, cầu xin sủng thiếp của Chiêu Tương vương giúp mình, và đút lót cho sủng thiếp chiếc áo lông cừu. Nghe lời sủng thiếp, Tần Chiêu Tương vương đồng ý thả Mạnh Thường quân về. Khi Mạnh Thường quân sắp đến biên giới thì Chiêu Tương vương hối hận, sai quân đuổi theo nhưng Điền Văn đã kịp thoát.
Năm 298 TCN, liên quân hợp tung 3 nước Tề, Ngụy và Hàn đánh Tần. Dưới sự chỉ huy của Mạnh Thường quân, quân 3 nước cùng tiến đến Hàm Cốc quan, thu được thắng lợi, giết được tướng Cảnh Khoái, chiếm 8 thành.
Năm 297 TCN, quân 3 nước lại đánh bại quân Tần lần thứ 2. Đến năm 296 TCN, Mạnh Thường quân lại chỉ huy liên quân đánh tới Hàm Cốc quan lần thứ hai, chiếm được thành Diêm Thị. Tần Chiêu Tương vương phải cầu hòa, trả lại đất Phong Lăng cho nước Ngụy và đất Vũ Toại cho nước Hàn.
Năm 288 TCN sai sứ sang đề nghị Tần và Tề cùng xưng đế. Hai bên giao ước vua Tần xưng làm Tây Đế, vua Tề xưng làm Đông Đế, và cùng mang quân tấn công nước Triệu nằm ở giữa. Biện sĩ Tô Tần muốn làm yếu nước Tề, bèn ngăn cản hai nước xưng đế. Năm 288 TCN, Tô Tần sang nước Tề, chỉ ra cho vua Tề thấy rằng nếu cùng xưng đế với Tần thì các nước chỉ tôn trọng Tần mà không tôn trọng Tề, nếu bỏ đế hiệu thì các nước sẽ cảm tình với Tề mà ghét Tần, vì vậy vua Tề quyết định bỏ đế hiệu. Sau khi Tề Mẫn vương bỏ đế hiệu, vua Tần cũng buộc phải bỏ đế hiệu vào tháng 12 năm 288 TCN.
Năm 286 TCN, ba nước Tề, Sở và Ngụy cùng đánh Tống. Tần Chiêu vương nghe tin đó định đưa quân sang giúp Tống vì Tống có quan hệ tốt với Tần, nhưng biện sĩ Tô Đại rằng vua Tống cũng có tiếng bạo ngược và Tống thua thì Tề sẽ lấy hết đất, Sở và Ngụy phải sợ Tề và thân Tần.
Năm 285 TCN, tướng Tần là Mông Vũ phạt Tề, chiếm được 9 tòa thành. Năm 284 TCN, Tần Chiêu Tương vương liên minh với các nước Yên, Hàn, Ngụy, Triệu đánh Tề, đánh bại quân Tề ở Tế Tây. Quân chư hầu rút lui, chỉ có quân Yên tiếp tục tiến vào đất Tề và diệt nước Tề vào năm 282 TCN, tuy nhiên sau đó nước Tề đã phục quốc trở lại nhờ công của tướng Điền Đan.

### Với nước Triệu
Triệu Vũ Linh vương tuy đã nhường ngôi làm chủ phụ vẫn tham gia chính sự. Năm 298 TCN, Triệu chủ phụ giả làm sứ giả đến để dò xét nước Tần, Tần Chiêu vương triệu sứ giả đến. Trong buổi khoản đãi, ông thấy sứ giả không phải người tầm thường, sau khi bày xong yến sai người đến điều tra, thì Triệu Vũ Linh vương đã qua cửa Hàm Cốc về nước rồi. Như vậy, cùng một năm 298 TCN, Tần Chiêu Tương vương đã để chạy thoát cả hai người là Mạnh Thường quân và Triệu chủ phụ.
Năm 283 TCN, Tần Chiêu vương thấy nước Triệu có ngọc bích họ Hòa, muốn dùng 15 thành trao đổi. Vua Triệu sai Lạn Tương Như đi sứ. Tương Như dùng mưu khiến vua Tần trao 15 thành cho Triệu mà vẫn không đem ngọc bích đổi. Năm 279 TCN, ông mời vua Triệu đến hội ở Dẫn Trì (phía tây huyện Tân An, Lạc Dương, Hà Nam). Tần Chiêu vương muốn hạ nhục nước Triệu, nhưng Triệu vương có Lạn Tương Như đi theo phò tá nên ông không làm gì được.
Năm 281 TCN, Tần chiếm được 2 thành của Triệu. Năm 281 TCN chiếm Thạch Thành. Năm 280 TCN, tướng Bạch Khởi ra quân đánh Đại quận (huyện Thị Úy, Trương Gia Khẩu, Hà Bắc) giết được 2 vạn quân Triệu.
Năm 270 TCN, Tần tấn công Át Dữ (huyện Hòa Thuận, Tấn Trung, Sơn Tây) thì đụng độ danh tướng đệ nhất của Triệu là Triệu Xa. Trận này quân Triệu đánh bại được quân Tần. Năm 265 TCN, nhân Triệu vương còn nhỏ tuổi nối ngôi, Tần xua quân chiếm 3 tòa thành của Triệu. Tả sư nước Triệu là Xúc Long phải yêu cầu Triệu thái hậu đem con nhỏ là Trường An quân làm con tin để cầu viện nước Tề. Tề vương đồng ý phát binh cứu Triệu, quân Tần bèn lui về.
Năm 262 TCN, Tần Chiêu Tương vương sai Vương Hột đánh Hàn, sắp lấy được Thượng Đảng (huyện Trường Tử, Trường Trị, Sơn Tây). Quan trấn thủ Thượng Đảng là Phùng Đình bị vây ngặt, liệu thế không thể giữ được, bèn xin mang Thượng Đảng về Triệu. Triệu Hiếu Thành vương bằng lòng, sai Bình Nguyên quân đến nhận đất, nhưng lại không cử đại binh đi cứu Thượng Đảng. Tướng Tần là Vương Hạt vây đánh Thượng Đảng, mãi tới khi vua Triệu cử danh tướng Liêm Pha đi cứu thì Vương Hạt đã đánh vỡ Thượng Đảng. Phùng Đình mang dân chạy sang nương nhờ nước Triệu.
Vương Hạt và Liêm Pha gặp nhau ở Thượng Đảng. Vương Hạt không đánh nổi ải Trường Bình liền xin viện binh. Tần Chiêu Tương vương quyết định cử Bạch Khởi ra mặt trận, lại phao rằng quân Tần chỉ sợ tướng Triệu Quát chứ không sợ Liêm Pha. Triệu Hiếu Thành vương thấy bèn sai tướng trẻ Triệu Quát ra mặt trận. Triệu Quát khinh thường quân Tần, bị thua trận và bị vây ngặt.
Tần Chiêu Tương vương nghe tin quân Tần đã bao vây được quân Triệu, hết sức vui mừng, bèn đích thân đến Hà Nội, ra lệnh động viên tất cả đàn ông và con trai từ 15 tuổi trở lên phải ra trận, điều động tới những nơi hiểm yếu phía đông bắc Trường Bình, cắt đứt đường vận lương và chặn luôn viện binh của quân Triệu từ Hàm Đan tới.
Năm 260 TCN, quân Triệu bị vây ngặt, Triệu Quát phải ra đánh và bị tử trận. 40 vạn quân Triệu đại bại, đầu hàng, bị Bạch Khởi chôn sống hết.
Năm 259 TCN, nhân nước Triệu bị tổn thất nặng nề trong trận Trường Bình, Bạch Khởi chia quân làm ba hướng, một cánh đi về hướng đông áp sát kinh đô Hàm Đan, một cánh tiến về phía bắc để bình định Thái Nguyên, một cánh do Bạch Khởi đích thân chỉ huy, đóng giữ Thượng Đảng, chờ thời cơ tiến vây kinh thành Hàm Đan, tạo ra thế uy hiếp nước Triệu từ hướng Tây sang hướng Đông để tiêu diệt nước Triệu. Tuy nhiên Tần vương nghe lời Phạm Thư, nhận lễ vật 6 thành mà cho Triệu cầu hòa, sau đó lại hối hận.
Năm 257 TCN, Tần vương sai Vương Lăng đánh Triệu, tướng quốc nước Triệu là Bình Nguyên quân phải cầu cứu Ngụy. Ngụy An Ly vương có ý chần chừ. Tín Lăng quân bèn giết tướng Tấn Bỉ, đoạt binh phù rồi đem 8 vạn quân cứu Triệu. Vương Lăng thấy hai cánh quân cứu viện lâu ngày không dám tiến, nghĩ rằng quân chư hầu nhát, không ngờ quân Nguỵ ồ ạt kéo đến. Nguỵ Vô Kỵ dẫn quân kịch chiến với quân Tần. Quân Tần thua trận, phải giải vây rút lui.

### Diệt Chu lên ngôi Thiên tử
Năm 270 TCN, Chu Noãn vương sang nước Tần triều kiến Tần Chiêu Tương vương. Năm 257 TCN, các nước Hàn, Triệu và Ngụy liên hợp chống Tần. Chu Noãn vương sai tướng quốc đi sứ nước Tần nhưng bị Tần Chiêu Tương vương khinh miệt phải bỏ về.
Năm 256 TCN, nước Tần đánh chiếm Dương Thành và Phụ Thư của nước Hàn, áp sát biên cương nhà Chu. Chu Noãn vương lo lắng, bèn ước hợp tung với chư hầu chống Tần, dẫn quân ra cửa Y Khuyết ngăn trở khiến quân Tần không thể thông đường đến Dương Thành được. Tần Chiêu Tương vương nổi giận, bèn sai tướng quân Cưu đi đánh Tây Chu. Chu Noãn vương không chống nổi, bị quân Tần bắt về nước Tần. Toàn bộ 36 ấp và 3 vạn dân của Tây Chu thuộc về nước Tần. Tần Chiêu Tương vương chiếm lấy chín đỉnh của nhà Chu, đày Tây Chu Văn công ra đất Đãn Hồ rồi tha cho Chu Noãn vương trở về đất Chu, nhưng không lâu sau thì Noãn vương qua đời. Thế là nhà Chu bị diệt sau 791 năm tồn tại. Từ thời điểm này Tư trị thông giám của Tư Mã Quang đã công nhận vào Tần kỷ là kỷ nối tiếp Chu kỷ, và ghi nhận tên của Tần Chiêu vương là vị thiên tử của toàn Trung Quốc. Năm 255 TCN, Tần lại đày Đông Chu công đến đất Hồ Tụ (tây bắc Nhữ Nam, Hà Nam hiện nay).
Năm 267 TCN, con trưởng của Chiêu vương là Điệu thái tử mất khi đang làm con tin ở nước Ngụy. Năm 265 TCN, ông phong cho người con thứ hai với Đường thị là Doanh Trụ làm Thái tử, An Quốc quân.
Năm 251 TCN, Tần Chiêu Tương vương băng hà, hưởng thọ 74 tuổi. Ông ở ngôi 56 năm. Thi hài ông chôn ở Chỉ Lăng. An Quốc quân Doanh Trụ kế vị, tức Tần Hiếu Văn vương. Thời của ông, nước Tần đã vươn lên thành nước hùng mạnh nhất trong thất hùng, và là cơ sở cho việc thống nhất Trung Quốc sau này.

## Thừa tướng
1. Cam Mậu: 310 - 306 TCN
2. Sư Lý Tật: 306 - 300 TCN
3. Ngụy Nhiễm: 300 - 271 TCN
4. Phạm Thư: 271 - 264 TCN
5. Thái Trạch: 264 TCN (vài tháng)

## Gia quyến
- Thân phụ: Tần Huệ Văn vương Doanh Tứ.
- Thân mẫu: Mị Bát tử (羋八子), sau là Tuyên Thái hậu (宣太后).
- Anh em:
- Anh trai: Gồm 9 người.

1. Công tử Hoán, sau được phong Thục Hầu, mẹ là Đường Phu Nhân.Về sau, ông tự tách ra nước nhỏ, xưng vương, vẫn quy phục nước Tần như Nghĩa Cừ Quân. Sử gọi Hoán Đường Vương.
2. Công tử Hoa , tài hoa hơn người, chiến công lừng lẫy. Đến tuổi trưởng thành, được ban đất, phong hiệu là Hoành Môn Quân, mẹ không rõ.
3. Công tử Trì, phong hiệu là Lạc Dương Quân, mẹ là Vệ thị.
4. Công tử Đôn, phong hiệu là Lâm Điền Quân, không rõ mẹ là ai.
5. Công tử Tráng　(公子壯), phong hiệu là Lý Quân, mẹ là Ngụy thị.
6. Tần Vũ vương Doanh Đãng, mẹ là Huệ Văn Hậu.
7. Công tử Tri, phong hiệu là Trường Lân Quân, mẹ không rõ.
8. Công tử Thông (公子通), phong hiệu gọi là Thục hầu Thông (蜀侯通).
9. Công tử Ung (公子雍).

- Em trai: 5 người, trong đó có 2 người là em ruột của Tần Chiêu Tương Vương (cùng mẹ, cùng cha) là Cao Lăng Quân và Kính Dương Quân.

1. Công tử Thị (公子市), phong hiệu gọi là Cao Lăng quân (高陵君).
2. Công tử Khôi (公子悝), phong hiệu gọi là Kính Dương quân (涇陽君).
3. Công tử Uẩn (公子惲), phong hiệu gọi là Thục hầu Uẩn (蜀侯惲).
4. Công tử Thiếu Cung, phong hiệu là Đan Dương Quân.
5. Công tử Cẩn, phong hiệu là Úc Quân.

- Em trai cùng mẹ khác cha: Hai người em trai là con riêng của Tuyên Thái hậu với Nghĩa Cừ Vương.

1. Công tử Phất, con trai riêng đầu tiên của Tuyên Thái Hậu với Nghĩa Cừ Vương.
2. Một đệ đệ khác, cũng là con trai riêng đầu tiên của Tuyên Thái Hậu với Nghĩa Cừ Vương.

- Hậu cung:

1. Diệp Vương hậu (葉陽后), sinh ra Điệu thái tử nhưng mất sớm . Sau khi Đường Bát tử qua đời, nhận nuôi Doanh Trụ.
2. Đường thái hậu (唐太后), tước hiệu khi còn sống là Đường Bát tử (唐八子), sinh Tần Hiếu Văn vương. Mất trước khi Hiếu Văn vương kế vị, được truy tặng tôn hiệu Thái hậu.

- Hậu duệ:

1. Tần Điệu thái tử (秦悼太子), chết sớm.
2. Tần Hiếu Văn vương Doanh Trụ.
3. Một người con gái, lấy Sở Khảo Liệt vương và sinh ra Xương Bình quân.